# Оккупация Смирны
Оккупа́ция Сми́рны — занятие войсками Греческого Королевства, по мандату ведущих держав Антанты, оттоманского города Смирны (нынешний Измир в Турции) в Западной Анатолии 15 мая 1919 года, вскоре после поражения Османской империи в Первой мировой войне (октябрь 1918 года). Занятие греческими войсками города, половину (или несколько более половины, по разным источникам) населения которого составляло местное греческое население, согласно турецкой историографии, положило начало войны за независимость Турции.

## Предыстория
30 октября 1918 года между представителями Антанты и Османской империи было заключено Мудросское перемирие. 7-я статья документа гласила, что союзники имеют право на оккупацию любого города и любого пункта, имеющего важное стратегическое значение.
На Смирну претендовала Италия, которая уже контролировала юго-запад Малой Азии после победы в итало-турецкой войне 1912 года и войска которой находились южнее Измира. Чтобы ограничить амбиции Италии, Великобритания, Франция и США приняли решение предоставить оккупацию Смирны Греции, о чём итальянцам было объявлено 12 мая 1919 года.
13 мая 1919 года «Совет Четырёх» (Великобритания, Франция, Италия, США) признал за Грецией право на оккупацию Смирны, о чём по его поручению британский адмирал Ричард Вебб специальной нотой уведомил султанское правительство. Главную роль в принятии этого решения сыграла Великобритания, которая, рассчитывая получить на Ближнем Востоке надёжного союзника в лице Греции, и в определённой степени поддерживала её территориальные претензии.

## Ход событий
Султанское правительство не выразило протеста по поводу оккупации города; более того, оно запретило местным жителям оказывать сопротивление оккупантам. Тем не менее, часть турецкого населения Измира решила оказать сопротивление.
На рассвете 15 мая 1919 года началась высадка греческой 1-й пехотной дивизии. Войска высаживались на набережной и в порту Смирны. (В последующие дни и на  полуострове Чешме и в районе Карабурун). Высадка предполагалась мирной но на всякий случай прикрывалась кораблями греческой эскадры и союзными кораблями стран Антанты: линкоров «Айрон Дюк» (британского), «Аризона» (американского) и «Кайо Дуилио» (итальянского), крейсеров «Авероф» (греческого), «Лигурия» и «Пьемонте» (итальянских), и четырёх эсминцев. Одновременно с греческими войсками (порядка 12 тысяч человек) произвёл высадку и небольшой англо-франко-американо-итальянский десант (800 человек), принявший от турецких солдат береговые укрепления и батареи.

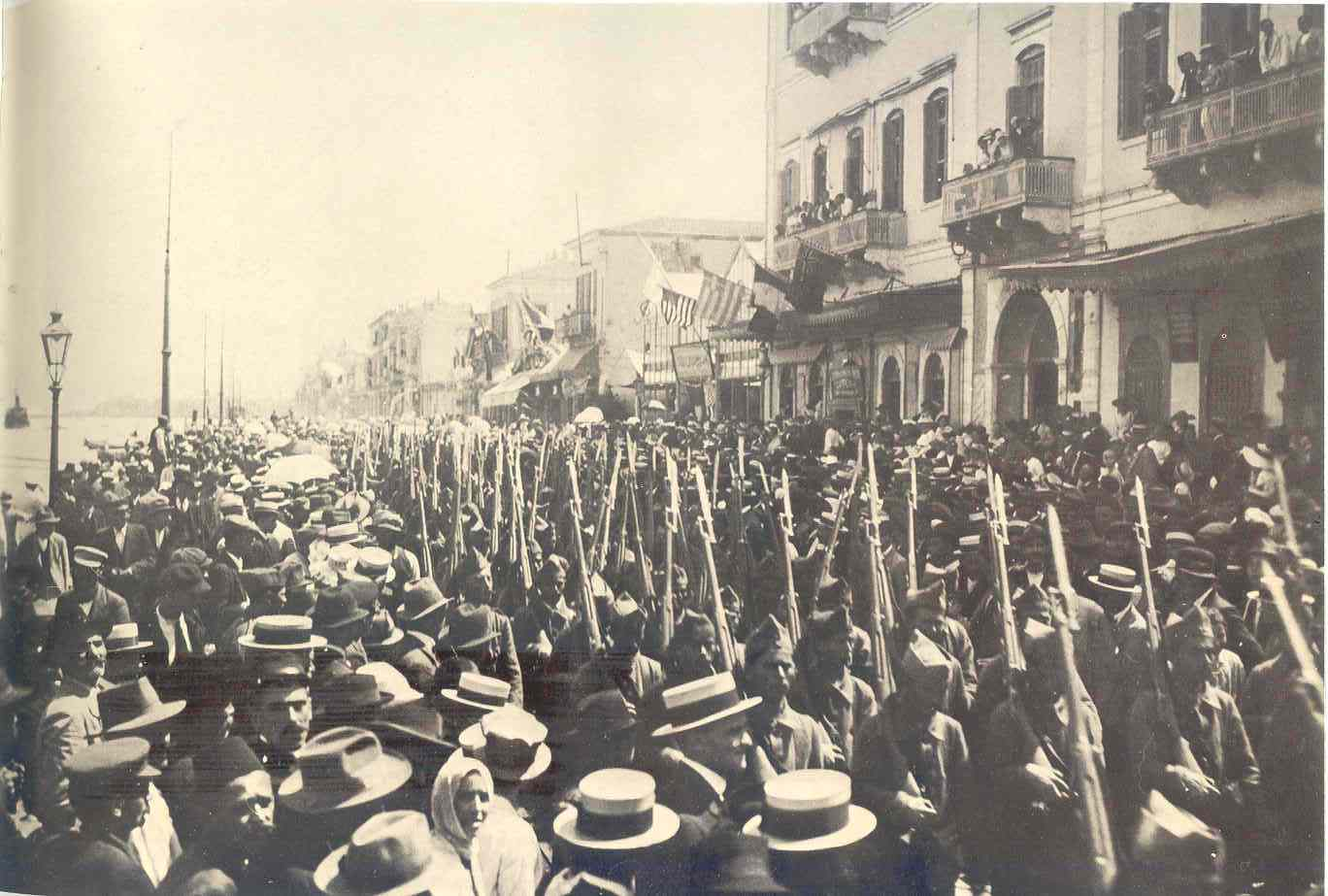
Греческая армия в Измире в 1919 году

В турецких казармах находилось около 3 тыс. солдат. Вместе с жандармами это составляло 4 тыс. вооружённых турок.
Итальянцы, которые никак не могли смириться с потерей Измира, подготовили провокацию. Итальянцами были вооружены лодочники в порту, а итальянский полковник Корросини выпустил из тюрьмы всех уголовников.
Когда началась высадка войск и греческое население приветствовало своих освободителей, началась стрельба из лодок, а замешавшиеся в толпе уголовники наносили встречающим ножевые ранения. В дело подключились вооружённые турецкие солдаты и жандармы. 4-му греческому полку удалось навести порядок всего лишь через час, взяв плен 540 турецких солдат жандармов и 28 офицеров. 2 тысячам вооружённых турок удалось уйти, положив начало как турецкому сопротивлению, так и зверствам по отношению к безоружному греческому населению, как это случилось при резне греческого населения города Айдын. Воспользовавшись беспорядками, итальянцы ещё раз запросили у союзников право на оккупацию Измира, но в очередной раз получили отказ.
К концу мая греческие войска заняли весь вилайет Смирны, а с ростом турецкого сопротивления и налётов турецких чет на зону оккупации стали расширять её уже без согласия союзников.

### Последствия
Высадка греческой армии в Измире в турецкой историографии отмечается как начало войны за независимость Турции. Через несколько дней, 19 мая 1919 года главный инспектор 9-й армии Мустафа Кемаль-паша, прибыв в Самсун, используя свои полномочия, занялся организацией сопротивления оккупантам и, вместо того, чтобы распускать мобилизованные на местах войска (что было поручено ему султанским правительствам), приложил все усилия для того, чтобы удержать их под ружьём.

## Греческое правление
Для греческих властей Смирна была не оккупированным, а освобождённым городом, на который распространялось законодательство самой Греции. Для того, чтобы подчеркнуть отсутствие дискриминации по отношению к турецкому меньшинству города, заместителем правителя области был назначен турок Наип Заде, до того правитель греческого нома Драма. Турецким школам и больницам было подчёркнуто предоставлено такое же внимание, как и греческим. По инициативе греческого премьер-министра Венизелоса в городе был основан университет для греков и турок (Университет Востока), который возглавил великий немецкий математик, грек Константин Каратеодори.
После своего поражения и ухода из города греки попытались организовать цивилизованную передачу власти.

## Конец оккупации

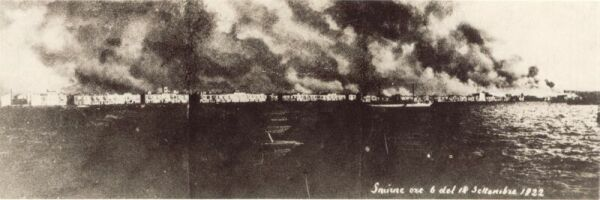
1922 год. Горящая Смирна

9 сентября в Смирну вступила турецкая армия Мустафы Кемаля. 
Согласно свидетельству американского консула Джорджа Хортона 9 сентября, когда в город вступили турки, прошло относительно спокойно: ещё утром в городе поддерживала порядок греческая жандармерия, которая передала свои функции вступившим турецким войскам. После вступления турецких войск в город 9 сентября 1922 года началась резня греческого и армянского населения. Греческие и армянские кварталы охватили пожары. Мустафа Кемаль заявлял французскому адмиралу Дюменилю: «Мы знаем, что существовал заговор. Мы даже обнаружили у женщин-армянок всё необходимое для поджога… Перед нашим прибытием в город в храмах призывали к священному долгу — поджечь город». Французская журналистка Берта Жорж-Голи, освещавшая войну в турецком лагере и прибывшая в Смирну уже после событий, писала: «Кажется достоверным, что, когда турецкие солдаты убедились в собственной беспомощности и видели, как пламя поглощает один дом за другим, их охватила безумная ярость и они разгромили армянский квартал, откуда по их словам появились первые поджигатели». Город был полностью сожжён, в пожаре погибли сотни домов, 24 церкви, 28 школ, здания банков, консульств, больницы. Количество убитых в разных источниках варьируется от 60 тысяч до 260 тысяч; согласно Р. Руммелю, средняя цифра составляет 183 тысячи греков и 12 тысяч армян. По подсчётам Жиля Милтона, в резне погибли 100 000 человек, ещё 160 000 мужчин было депортировано во внутренние области Анатолии, и большинство их погибло в дороге.
После войны, в соответствии с Лозаннским мирным договором, был произведён греко-турецкий обмен населением, и выжившее греческое население покинуло Смирну.